# IQ48
IQ48 — білоруський музичний гурт з Мінська. 

## Історія
Гурт виник 2000 року у складі двох вокалістів, які читали реп під живий акомпанемент гітари та драм-машини, а 2002 року до них приєдналися бубнач, басист та саксофоніст. Відтак змінилася й музика: гурт почав грати суміш року, хіп-хопу, ска й фанку. В цей же час з'явилося гасло колективу: «IQ48 — здаровыя лосі!», а також відбувся остаточний перехід на білоруську мову. 2003 року IQ48 стали переможцями Басовища, поклавши початок своїм щорічним виступам на цьому фесті. 2008 року музиканти виступили на Басовищі вже в ролі хедлайнера. 

## Учасники
Теперішні
- Аляксандар Ракавєц: спів
- Явгєн «Бузза» Бузовський: гітара
- Антон Мацулєвіч: бубни (з 2001)
- Павал Яновський: гітара (з 2009)
- Уладзіслав Плющав: бас-гітара (з вересня 2010)

Колишні
- Кастусь Калесьнікав: бас-гітара (до 2009)
- Павал «Фрэйд» Зигмантовіч: спів, тексти (до 2004)
- Іван Зуєв: саксофон (2001—2004)
- Дзяніс Дзєравєнка: саксофон (2004—2009)
- Юра Жухарав: бас-гітара (2009—вересень 2010)

## Дискографія

### Альбоми
- 2001 — Сорок восемь попугаев (демо)
- 2005 — Вар'яты
- 2008 — Героі!
- 2009 — Зрабі сам. Акустыка
- 2010 — Просты хлопец (синґл)
- 2011 — HMR

## Участь у збірках
- 2002 — Hardcoreманія: чаду! — «Мой клён»
- 2003 — Viza Незалежнай Рэспублікі Мроя — «Кумба»
- 2003 — Наша музыка 1 — «Таполі»
- 2005 — Прэм'ер Тузін 2005[be] — «Выйсьце», «Карыда»
- 2006 — Дыхаць! — «Сьвятло ў цемры»
- 2006 — Прэм'ер Тузін 2006[be-x-old] — «Сьвятло ў цемры»
- 2007 — Песьні свабоды-3[be-x-old] — «Схаванае сэрца»
- 2007 — Басовішча XVII[be-x-old] — «Схаванае сэрца»
- 2008 — Прэм'ер Тузін 2007[be-x-old] — «Схаванае сэрца»
- 2008 — НезалежныЯ[be] — «Гэй, наперад!»
- 2008 — Басовішча XVIII — «Марсіяне»